# Силены (химия)
Силены (непредельные кремневодороды) — соединения кремния с водородом, в которых есть кратные связи между атомами кремния.
Ещё более термически нестойки чем силаны, мгновенно разлагаются водой и самовоспламеняются. Известны только в виде полимеров (SiH2)n, (SiH)n.